# Seznam francoskih vojaških osebnosti
Seznam francoskih vojaških osebnosti je krovni seznam.

## Seznami
- seznam francoskih admiralov
- seznam francoskih generalov
- seznam francoskih letalskih asov
- seznam francoskih obveščevalcev
- seznam francoskih ostrostrelcev
- seznam francoskih vohunov
- seznam francoskih vojaških diplomatov
- seznam francoskih vojaških pilotov
- seznam francoskih vojaških teoretikov
- seznam francoskih vojskovodij